# بنیاد پرنده‌شناسی بریتانیا

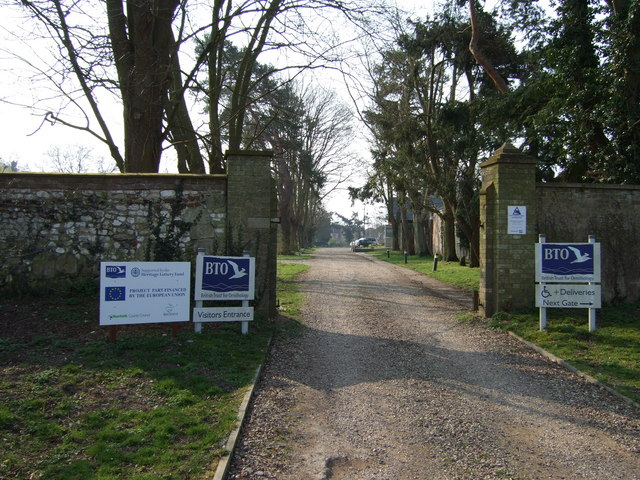
ورودی صومعه تتفورد، پایگاه BTO

بنیاد پرنده‌شناسی بریتانیا (به انگلیسی: British Trust for Ornithology (BTO)) سازمانی است که در سال ۱۹۳۲ برای مطالعه پرندگان در جزایر بریتانیا بنیان‌گذاری شد. شاهزاده ولز از اکتبر ۲۰۲۰ پشتیبان آن بوده است.

### آغاز
در سال ۱۹۳۱ مکس نیکلسون نوشت:
در ایالات متحده، مجارستان، هلند و جاهای دیگر، یک مرکز تسویه حساب برای پژوهش توسط دولت ارائه شده است: در این کشور چنین راه حلی نامطلوب خواهد بود، و ما باید به دنبال یک مرکز جایگزین با گستره ملی باشیم که از بالا تحمیل نشده بلکه از پایین بنیان‌گذاری شده است. آزمایشی بر روی این خطوط از زمان بنیان‌گذاری سرشماری پرندگان آکسفورد در سال ۱۹۲۷ در آکسفورد انجام شده است. این طرح اکنون یک مدیر تمام‌وقت، به نام آقای WBAlexander . [...] در نظر گرفته شده است که این تعهد بر روی پایه۲ای دائمی قرار گیرد و آن را به عنوان یک خانه تسویه حساب برای نتایج پرنده‌نگری در این کشور ساخته شود.
این کار سبب تشکیل جلسه‌ای در موزه بریتانیا (تاریخ طبیعی) در فوریه ۱۹۳۲ شد که به نوبه خود به بنیان‌گذاری سازمانی برای توسعه طرح آکسفورد منجر شد. نام بریتیش تراست برای پرنده‌شناسی از ماه مه ۱۹۳۳ استفاده شد و درخواستی برای دریافت وجوه در ۱ ژوئیه در تایمز منتشر شد. ماکس نیکلسون نخستین خزانه‌دار، برنارد تاکر منشی، هری ویتربی یک نیکوکار و معاون اولیه بود.
بنیاد پرنده‌شناسی بریتانیا یکی از اعضای اتحادیه اروپا برای حلقه‌گذاری پرندگان (EURING) است و بانک اطلاعات EURING را میزبانی می‌کند.

### مؤسسه ادوارد گری
در سال ۱۹۳۸ بنیاد پرنده‌شناسی بریتانیا کمک مالی به موسسه جدید پرنده‌شناسی میدانی ادوارد گری کرد.
در سال ۱۹۴۷، این مؤسسه بخش جدیدی از مطالعات میدانی جانورشناسی در دانشگاه آکسفورد شد و بنیاد پرنده‌شناسی بریتانیا دوباره بر برنامه‌ای از نظرسنجی‌های مبتنی بر داوطلبانه متمرکز شد.

## فعالیت‌ها
بنیاد پرنده‌شناسی بریتانیا پژوهش‌هایی را دربارهٔ زندگی پرندگان انجام می‌دهد، عمدتاً از طریق انجام بررسی‌های جمعیت و زادآوری و با حلقه‌گذاری پرندگان، که عمدتاً توسط تعداد زیادی از داوطلبان انجام می‌شود. برای مثال، نظرسنجی Garden Birdwatch به تعداد زیادی پرنده‌نگر اجازه می‌دهد تا با شمارش هفتگی پرندگانی که در باغ خود می‌بینند، شرکت کنند.

### مجله‌ها
بنیاد پرنده‌شناسی بریتانیا (BTO) چندین مجله را منتشر می‌کند:
- مطالعه پرندگان (Bird Study) - یک مجله علمی که از سال 19ISSN ۰۰۰۶-۳۶۵۷۵۴ منتشر می‌شود.
- اخبار بنیاد پرنده‌شناسی بریتانیا (BTO News) - خبرنامه برای همه اعضا.ISSN 0005-3392ISSN ۰۰۰۵-۳۳۹۲
- میز پرنده (Bird Table)- برای شرکت‌کنندگان در پروژه تماشای پرندگان باغ.ISSN 1460-6755ISSN ۱۴۶۰-۶۷۵۵
- حلقه‌گذاری و مهاجرت (Ringing & Migration) - نمای حلقه‌گذاری BTO.
- اخبار WeBS (WeBS News) - خبرنامه برای شرکت‌کنندگان در بررسی پرندگان تالابی.